# Knud Christian Andersen
Knud Christian Andersen (* 29. April 1867 in Frederiksberg, Dänemark; † Juni 1918 in England) war ein dänischer Zoologe. Sein Forschungsschwerpunkt waren die Fledertiere.

## Leben und Wirken
Gegen Ende des 19. Jahrhunderts arbeitete Andersen zunächst als Ornithologe und betrieb unter anderem Feldstudien auf Färöer. 1901 erhielt er von Prinz Ferdinand I. von Bulgarien eine Anstellung am Zoologischen Museum in Sofia. Aus Frustration wegen der Arbeitsbedingungen gab er diese jedoch wieder auf. 1904 wurde er beim British Museum angestellt. 14 Jahre forschte er im Pazifik, in Südostasien sowie in Queensland und betrieb Studien über Fledertiere. Sein besonderes Interesse galt den Familien der Flughunde und der Hufeisennasen, von denen er 15 neue Arten beschrieb. Über die südostasiatischen Hufeisennasenartigen verfasste er 13 wissenschaftliche Papiere. Am bekanntesten wurde sein 1912 veröffentlichtes Werk Catalogue of the Chiroptera in the Collection of the British Museum, das zu den umfangreichsten Standardwerken über die Flughunde zählt. 1918 ging Andersen auf mysteriöse Weise verschollen, seine Leiche wurde nie gefunden. 
1909 wurde Andersen zum Fellow of the Zoological Society of London (FZS) gewählt.

## Dedikationsnamen
Rhinolophus anderseni (1909 durch Ángel Cabrera, kein gültiges Taxon mehr, die beiden Unterarten anderseni und aequalis gelten heute als Synonyme der Arten Rhinolophus arcuatus und Rhinolophus acuminatus), Dobsonia anderseni (1914 durch Oldfield Thomas), Artibeus anderseni (1916 durch Wilfred Hudson Osgood)

## Werke (Auswahl)
- Mit P. F. Petersen: Meddelelser om faeroernes Fugle med saerligt Hensyn til Nolsø, efter skriftlige Oplysninger. 1894.
- Diomedea melanophrys, boende paa Færøerne. 1894.
  - Diomedea melanophrys in the Faröe Islands. 1895 (englisch).
- Mit Hans Christopher Müller: Sysselmand H.C. Müller’s haandskrevne optegnelser om Færøoerne Fugle. 1901.
- Catalogue of the Chiroptera in the collection of the British Museum. 1912.
- On the determination of age in bats. 1917.